# Cadre-71/2-Weltmeisterschaft 1968

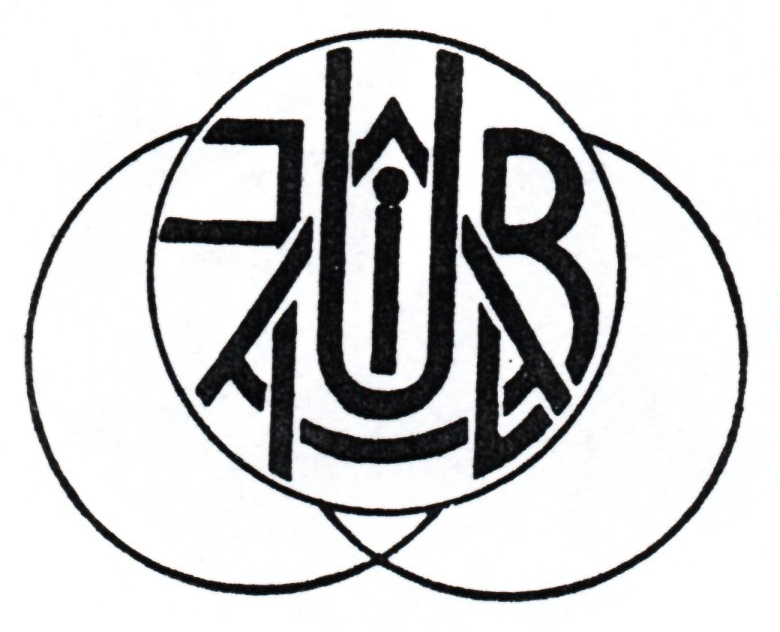
Logo UIFAB (ausrichtender Verband)

Veranstaltungsort: Brügge

Die Cadre-71/2-Weltmeisterschaft 1968 war die 16. Cadre-71/2-Weltmeisterschaft. Das Turnier fand vom 16. bis zum 20. Oktober 1968 in Brügge in der Region Flandern statt. Es war die dritte Cadre-71/2-Weltmeisterschaft in Belgien.

## Geschichte
Alle Rekorde die 1967 in Düsseldorf aufgestellt wurden verbesserte in Brügge der Grandseigneur des Billards Jean Marty aus Frankreich. Den Weltrekord im Generaldurchschnitt (GD) verdoppelte er fast auf 92,30. Als erster Spieler weltweit konnte er eine Partie in einer Aufnahme beenden und schraubte den besten Einzeldurchschnitt (BED) auf 300,00 und die Höchstserie auf (HS) 300 (prolongiert 344) Punkte. In der Finalpartie gegen Raymond Ceulemans gewann er den Bandenentscheid und fing selbst an. Vor ausverkauftem Haus spielte er mit traumwandlerischer Sicherheit die 300 Punkte in nur 34 Minuten zu Ende. Im Nachstoß gelangen Ceulemans nur 76 Punkte. Mit 65,93 spielte er aber auch noch weitaus besser als der alte Weltrekord.

## Turniermodus
Es wurde eine Finalrunde im Round Robin System bis 300 Punkte gespielt. Bei MP-Gleichstand wird in folgender Reihenfolge gewertet:
1. MP = Matchpunkte
2. GD = Generaldurchschnitt
3. HS = Höchstserie

## Abschlusstabelle

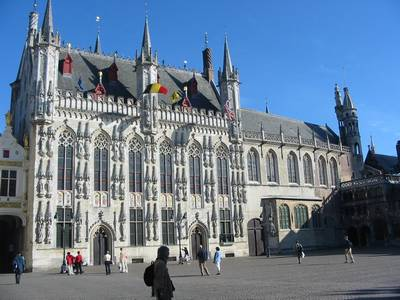
Stadthalle (Rathaus)

| MP    | Match Points (Sieger = 2; Unentschieden = 1; Verlierer = 0) |
| Pkte. | Erzielte Karambolagen                                       |
| Aufn. | Benötigte Versuche                                          |
| GD    | Generaldurchschnitt                                         |
| BED   | Bester Einzeldurchschnitt eines Spielers                    |
| HS    | Höchstserie                                                 |
|       | Bester GD des Turniers                                      |
|       | Bester ED des Turniers                                      |
|       | Beste HS des Turniers                                       |
|       | 1. Platz (Gold)                                             |
|       | 2. Platz (Silber)                                           |
|       | 3. Platz (Bronze)                                           |

| Platz                      | Name               | MP   | Pkte. | Aufn. | GD    | BED    | HS  |
| -------------------------- | ------------------ | ---- | ----- | ----- | ----- | ------ | --- |
| 1                          | Jean Marty         | 16:0 | 2400  | 26    | 92,30 | 300,00 | 344 |
| 2                          | Raymond Ceulemans  | 13:3 | 2176  | 33    | 65,93 | 100,00 | 220 |
| 3                          | Johann Scherz      | 10:6 | 1895  | 55    | 34,45 | 50,00  | 197 |
| 4                          | Osvaldo Berardi    | 9:7  | 2009  | 46    | 43,67 | 150,00 | 272 |
| 5                          | Laurent Boulanger  | 8:8  | 1636  | 65    | 25,13 | 42,85  | 177 |
| 6                          | José Gálvez        | 6:10 | 1569  | 55    | 28,52 | 37,50  | 128 |
| 7                          | Henk Scholte       | 6:10 | 1465  | 56    | 26,16 | 60,00  | 192 |
| 8                          | Manuel Girves      | 4:12 | 1084  | 61    | 17,77 | 25,00  | 132 |
| 9                          | Masanori Matsuzaki | 0:16 | 733   | 75    | 9,77  | –      | 77  |
| Turnierdurchschnitt: 31,70 |                    |      |       |       |       |        |     |